# Argentina Open 2024
L'Argentina Open 2024 è stato un torneo di tennis giocato sulla terra rossa. È stata la 85ª edizione del torneo facente parte dell'ATP Tour 250 nell'ambito dell'ATP Tour 2024. Si è giocato al Buenos Aires Lawn Tennis Club di Buenos Aires in Argentina, dal 12 al 18 febbraio 2024.

## Partecipanti al singolare

### Teste di serie
| Nazionalità | Giocatore               | Ranking* | Testa di serie |
| ----------- | ----------------------- | -------- | -------------- |
| Spagna      | Carlos Alcaraz          | 2        | 1              |
| Regno Unito | Cameron Norrie          | 19       | 2              |
| Cile        | Nicolás Jarry           | 20       | 3              |
| Argentina   | Francisco Cerúndolo     | 22       | 4              |
| Argentina   | Sebastián Báez          | 26       | 5              |
| Argentina   | Tomás Martín Etcheverry | 29       | 6              |
| Serbia      | Laslo Đere              | 35       | 7              |
| Francia     | Arthur Fils             | 36       | 8              |

* Ranking al 5 febbraio 2024.

### Altri partecipanti
I seguenti giocatori hanno ricevuto una wildcard per il tabellone principale:
- Marin Čilić
- Facundo Díaz Acosta
- Diego Schwartzman

I seguenti giocatori sono entrati in tabellone come special exempt:
- Federico Coria
- Luciano Darderi

I seguenti giocatori sono entrati nel tabellone principale passando dalle qualificazioni:

- Camilo Ugo Carabelli
- Daniel Elahi Galán
- Mariano Navone
- Andrea Vavassori

## Partecipanti al doppio

### Teste di serie
| Nazione   | Giocatore         | Nazione     | Giocatore        | Ranking* | Testa di serie |
| --------- | ----------------- | ----------- | ---------------- | -------- | -------------- |
| Spagna    | Marcel Granollers | Argentina   | Horacio Zeballos | 23       | 1              |
| Argentina | Máximo González   | Argentina   | Andrés Molteni   | 26       | 2              |
| Italia    | Simone Bolelli    | Italia      | Andrea Vavassori | 55       | 3              |
| Brasile   | Marcelo Melo      | Paesi Bassi | Matwé Middelkoop | 94       | 4              |

* Ranking al 5 febbraio 2024.

### Altri partecipanti
Le seguenti coppie di giocatori hanno ricevuto una wildcard per il tabellone principale:
- Facundo Bagnis /  Federico Delbonis
- Mariano Navone /  Genaro Alberto Olivieri

### Ritiri
Prima del torneo
- Sadio Doumbia /  Fabien Reboul → sostituiti da  Théo Arribagé /  Fabien Reboul

## Punti
| Evento    | V   | F   | SF  | QF | 2T   | 1T | Q    | Q2   | Q1   |
| Singolare | 250 | 165 | 100 | 50 | 25   | 0  | 13   | 7    | 0    |
| Doppio    | 250 | 150 | 90  | 45 | N.D. | 0  | N.D. | N.D. | N.D. |

## Montepremi
| Evento    | V        | F        | SF       | QF       | 2T       | 1T      | Q2      | Q1      |
| Singolare | $ 97 745 | $ 57 015 | $ 33 520 | $ 19 425 | $ 11 280 | $ 6 890 | $ 3 445 | $ 1 180 |
| Doppio*   | $ 33 960 | $ 18 170 | $ 10 650 | $ 5 950  | N.D.     | $ 3 510 | N.D.    | N.D.    |

*per team

## Campioni

### Singolare
Facundo Díaz Acosta ha sconfitto in finale  Nicolás Jarry con il punteggio di 6-3, 6-4.
- È il primo titolo in carriera per Díaz Acosta.

### Doppio
Simone Bolelli /  Andrea Vavassori hanno sconfitto in finale  Marcel Granollers /  Horacio Zeballos con il punteggio di 6-2, 7-6(6).